# Johann Theodor von Arnold
Johann Theodor Arnold, seit 6. November 1741 Freiherr Johann Theodor von Arnold (* 1705 im Fürstentum Liegnitz; † 13. Februar 1758 in Meesendorf im Landkreis Neumarkt) war ein deutscher Jurist und Gutsherr.

## Leben

### Familie
Johann Theodor von Arnold entstammte einer in Schlesien ansässigen Familie und war der älteste Sohn von Benjamin von Arnold, Erbherr auf Buchwald, Petersdorf und Seifersdorf im Kreis Sagan, der am 29. Mai 1728 in den böhmischen Ritterstand erhoben wurde. Sein Vater stand über dreißig Jahre als Hof- und Kammerrat am königlich-polnischen und kursächsischen Hof. Im Auftrag des preußischen Königs Friedrich I. wurde er zu einer Mission an den schwedischen Hof gesandt; aufgrund seiner dortigen Verdienste wurde er, gemeinsam mit seinen Nachkommen, am 6. November 1741, dem Tag der Huldigung von König Friedrich II. in Breslau, in den preußischen Freiherrenstand erhoben.
Von seinen Geschwistern sind namentlich bekannt:
- Samuel Constantin von Arnold (1707–1779), studierte seit dem 28. Januar 1726 bis 1729 an der Universität Leipzig Rechtswissenschaften, war seit 1736 Erbherr auf Nieder-Großenbohrau im Kreis Sprottau und, nach einem Studium der Rechtswissenschaften an der Universität Leipzig von 1726 bis 1729, seit 1742 Justizrat in den Kreisen Freystadt und Sprottau; seit Februar 1742 Konsistorial- und seit September 1750 Regierungs- und Justizrat bei der Glogauer Oberamtsregierung; verheiratet mit Erdmuthe Elisabeth (geb. von Tschammer). Er besaß 1778 das Gut Leutbach im Landkreis Glogau und hinterließ bei seinem Tod nur seine Tochter Johanne Juliane, verheiratet mit Major Ernst Ludwig von Seidlitz (1710–1795);
- Ernst Ludwig von Arnold (* 7. Januar 1710; † 22. September 1795 in Freystadt); er studierte, gemeinsam mit seinem Bruder Samuel Constantin, Rechtswissenschaften an der Universität Leipzig; übernahm bei der Einrichtung der schlesischen Regierung 1743 die justizrätlichen Aufgaben in den Kreisen Freystadt und Sprottau; erwarb 1736 die Güter Nieder-Großenbohrau.[5]

Johann Theodor von Arnold war in erster Ehe mit Anna Helena Eleonore (geb. von Eicke aus dem Haus Wenig-Rackwitz) und in zweiter Ehe mit deren Schwester Maria Dorthea Eleonore verheiratet; gemeinsam hatten sie drei Söhne:
- Johann Carl Andreas von Arnold;
- Friedrich Ernst Constantin von Arnold;
- George Benjamin von Arnold.

Als Johann Theodor von Arnold starb, war er Erbherr auf Meesendorf, Polnisch-Baudis, Borne, alle im Landkreis Neumarkt und Grünthal. Weil seine Kinder bei seinem Tod noch minderjährig waren, bestimmte er seine beiden Brüder und seinen Schwiegersohn, Baron von Riedel, zu deren Vormündern.

### Werdegang
Zur schulischen Ausbildung von Johann Theodor von Arnold liegen keine Hinweise vor.
Er immatrikulierte sich am 28. Januar 1726 an der Universität Leipzig zu einem Studium der Rechtswissenschaften und war zunächst in Carolath als Amtsverweser und Mitglied des Oberkonsistorialrats beim Grafen Hans Carl zu Carolath-Beuthen tätig; er erstellte als Amtsverweser für den Grafen eine Quellensammlung verschiedener Erlasse, von denen die kaiserliche Bücherzensur es vorgezogen hätte, dass diese nicht bekannt wurden.
1740 bis 1741 führte er für das preußische Feldkriegskommissariat verschiedene Geschäfte durch und erhielt aufgrund seiner dort erbrachten Leistungen am 23. September 1741 das Prädikat Geheimer Justizrat; als solcher entwarf und verlas er auch die Eidesformel zur Huldigung von König Friedrich II. am 6. November 1741 in Breslau.
Im Januar 1742 wurde er zum Regierungsdirektor der Oberamtsregierung in Breslau und somit der niederschlesischen Landesregierung ernannt und entwarf in dieser Funktion verschiedene Denkschriften und den Entwurf für eine schlesische Prozessordnung.
Im Sommer 1750 wurde er, gemeinsam mit dem Regierungspräsidenten Karl Friedrich von Benekendorff, in Arrest genommen, nachdem bei einer Revision ein Fehlbetrag von weit über 10.000 Reichstaler in der Depositenkasse festgestellt worden war. In der Folge wurde er zu einer Festungshaft von sechs Jahren verurteilt, Karl Friedrich von Benekendorff erhielt eine zehnjährige Festungshaftstrafe, wurde dann jedoch nach sieben Jahren begnadigt.